# Louis Charrier de La Roche

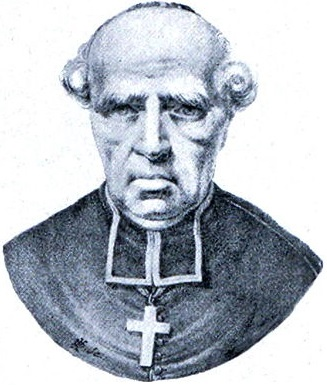
Bischof Louis Charrier de La Roche

Louis Charrier de La Roche (* 17. Mai 1738 in Lyon; † 17. März 1827 in Versailles) war ein französischer Bischof.

## Leben
Louis Charrier de La Roche entstammte dem Lyoner Amtsadel. Er studierte Theologie und wurde promoviert. Er war Pfarrer von Saint-Martin d’Ainay und Generalvikar des Erzbistums Lyon. Er stand den Ideen von Voltaire und Rousseau nahe und wünschte auch für die Kirche eine Verwaltungsreform. Als Vertreter der Generalstände von 1789 und Abgeordneter der Nationalversammlung stimmte er für die Zivilverfassung des Klerus und legte am 27. Dezember 1790 den Eid auf die Verfassung ab, die am 10. März 1791 von Papst Pius VI. verworfen wurde. Am 20. März 1791 wurde er zum zivilverfassungskonformen Bischof des Départements Seine-Inférieure mit Sitz in Rouen gewählt (woraufhin Erzbischof Kardinal Dominique de La Rochefoucauld, 1712–1800, aus seinem Erzbistum Rouen emigrierte), am 10. April in Paris von Jean-Baptiste Gobel geweiht und am 17. April 1791 in Rouen eingesetzt. Nach vergeblichen Versuchen, bei dem angestammten Klerus Rückhalt zu finden, dankte er am 26. Oktober 1791 ab und zog sich nach Lyon zurück.
Im November 1793 legte er den Klerikerstatus ab, behielt aber die ihn als Priester ausweisenden Dokumente. Von März bis Oktober 1794 war er eingekerkert. Am 14. Mai 1797 verließ er die verfassungskonforme Kirche und unterwarf sich dem Papst.

Wappen des Bischofs Charrier de La Roche, mit Wahlspruch

Am 9. April 1802 wurde er von Napoleon Bonaparte zum ersten legitimen Bischof von Versailles ernannt und am 27. Mai 1802 eingesetzt (nachdem der zivilverfassungskonforme Bischof des 1790 geschaffenen Bistums Seine-et-Oise, Augustin Jean Charles Clément, 1717–1804, 1801 zurückgetreten war). Am 3. Januar 1805 besuchte Papst Pius VII. seine Kathedrale St-Louis. Napoleon machte ihn zu seinem Almosenier und verlieh ihm den Baronstitel. 1815 wurde er Royalist. Er starb 1827 hochgeehrt im Alter von 89 Jahren. Am 21. März 1827 wurde er in der Kathedrale beigesetzt.
Sein bischöflicher Wahlspruch lautete: Semper in orbite („Immer in der Bahn“).

## Veröffentlichungen (Auswahl)
- (mit Joseph Valla und Mathieu Mathurin Tabaraud) Institutiones Theologicæ, ad usum Scholarum accommodatæ. 2 Bde. 1780–1787.
- Examen des principes sur les droits de la religion, la jurisdiction et le régime de l'Eglise catholique, relativement à l'influence de l'autorité séculière dans la Constitution civile du clergé. Leclère, Paris 1790.
  - (deutsch) Prüfung der Grundsätze, die Rechte der Religion, die Gewalt und Regierung der Katholischen Kirche betreffend, in Rücksicht auf den Einfluss der weltlichen Macht in die bürgerliche Verfassung der Geistlichkeit. Treuttel, Straßburg 1790.
- Quels sont les remèdes aux malheurs qui désolent la France? Paris 1790. Witney 1993.
- Questions sur les affaires présentes de l'Eglise de France, avec des réponses propres à tranquilliser les consciences. Paris 1791. Oxford 1989.
- Oeuvres de M. Charrier, évêque de Rouen, et métropolitain des côtes de la Manche. Rouen 1791. Pergamon, Oxford 1989.
- Examen du décret de l'Assemblée constituante, du 27 août 1791, où l'on traite la question du célibat ecclésiastique, de l'indissolubilité du mariage, et pour les concilier avec ce décret. Paris 1792. Oxford 1989.
- (mit Jean-François Déjean) Compte rendu à S.M. l'Impératrice-Reine et régente protectrice et présidente de la Société de la charité maternelle de la situation de la société dans tout l'empire, et de l'emploi des fonds. 1813.